# Cerea (genre)
Cet article concerne le genre d'opilions. Pour la ville, voir Cerea.
Genre
Cerea est un genre d'opilions laniatores de la famille des Assamiidae.

## Distribution
Les espèces de ce genre se rencontrent au Cameroun, au Gabon et en Guinée équatoriale.

## Liste des espèces
Selon World Catalogue of Opiliones (06/06/2021) :
- Cerea feae Roewer, 1927
- Cerea lugubris Sørensen, 1896

## Publication originale
- Sørensen, 1896 : « Opiliones Laniatores a cl. Dr. Yngwe Sjöstedt in Kamerun (Africa Centrali) collectos. » Entomologisk Tidskrift, vol. 17, p. 177–202 (texte intégral). , .